# U-Bahnhof Westfriedhof

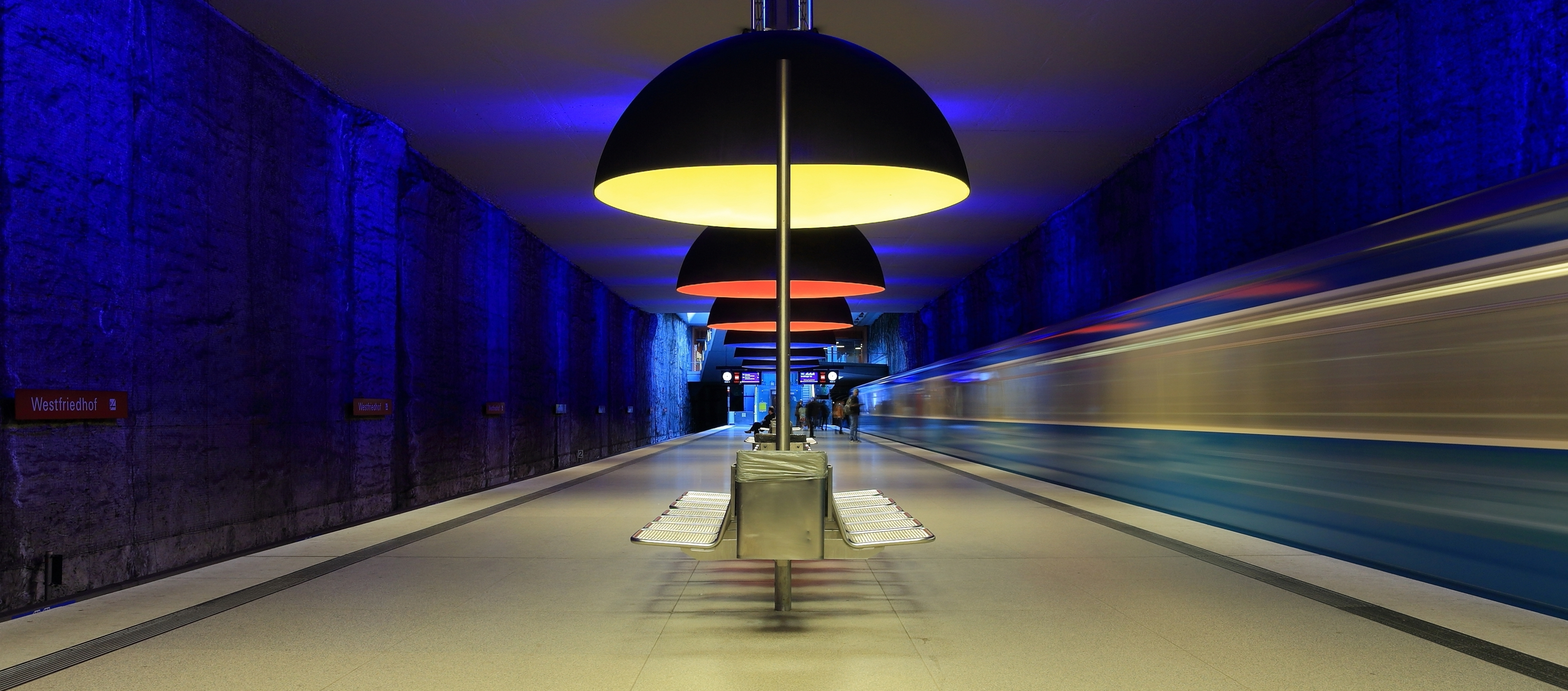
Bahnsteigpanorama

Der U-Bahnhof Westfriedhof ist eine unterirdisch gelegene Station der Münchner U-Bahn. Er liegt im Verlauf der zweiten Stammstrecke an der Grenze zwischen den Stadtteilen Neuhausen-Nymphenburg und Moosach der bayerischen Landeshauptstadt München.

## Geschichte
Der unterhalb der Orpheusstraße errichtete Bahnhof wurde am 24. Mai 1998 dem Verkehr übergeben. Der U-Bahnhof wird von der U-Bahn-Linie U1 und der Verstärkerlinie U7 bedient. Eine Verknüpfung mit weiteren Linien des Münchner Nahverkehrs besteht an oberirdischen Haltestellen des Tramnetzes.
Er war von 1998 bis 2003 die Endstation der U1 und ist der Endpunkt der Tram 21. Wegen seines Lichtdesigns (Entwurf: Ingo Maurer) wird er gelegentlich als Fotomotiv von Werbeagenturen genutzt und auch als Plattencover fand die besondere Atmosphäre schon Verwendung. Das Licht kommt von elf Lampen mit jeweils 3,80 Meter Durchmesser, die Leuchten in den Farben Blau, Rot und Gelb haben. Am westlichen Ende fällt Sonnenlicht ein. Somit wird der Bahnsteig in unterschiedliche Farben gegliedert. Zusammen mit den rau belassenen Wänden erinnert der Bahnhof an eine Höhle. Ursprünglich waren vor den rohen Betonwänden vorgehängte Glasscheiben eingeplant, diese wurden jedoch von den Architekten (Auer und Weber) aus ästhetischen Gründen nicht realisiert. Allerdings mussten die Wände 2003 mit einem Stahlnetz gesichert werden, da sich immer wieder einzelne Brocken aus der Wand gelockert hatten. Das Sperrengeschoss ist über Roll- und Festtreppen sowie durch einen Lift zu erreichen. Von dort gelangt man ebenfalls durch Roll- und Festtreppen und einen Lift an die Oberfläche, wo ein Anschluss zur Tram 20 nach Moosach und zu den Tramlinien 20 und 21 in Richtung Innenstadt besteht.

## Verkehr
| Linie | Linienverlauf |
| ----- | --- |
| U1    | Olympia-Einkaufszentrum – (625 m) – Georg-Brauchle-Ring – (788 m) – Westfriedhof – (830 m) – Gern – (1007 m) – Rotkreuzplatz – (1102 m) – Maillingerstraße – (878 m) – Stiglmaierplatz – (1071 m) – Hauptbahnhof – (905 m) – Sendlinger Tor – (746 m) – Fraunhoferstraße – (1116 m) – Kolumbusplatz – (898 m) – Candidplatz – (692 m) – Wettersteinplatz – (585 m) – St.-Quirin-Platz – (923 m) – Mangfallplatz |
| U7    | Olympia-Einkaufszentrum – (625 m) – Georg-Brauchle-Ring – (788 m) – Westfriedhof – (830 m) – Gern – (1007 m) – Rotkreuzplatz – (1102 m) – Maillingerstraße – (878 m) – Stiglmaierplatz – (1071 m) – Hauptbahnhof – (905 m) – Sendlinger Tor – (746 m) – Fraunhoferstraße – (1116 m) – Kolumbusplatz – (711 m) – Silberhornstraße – (553 m) – Untersbergstraße – (654 m) – Giesing – (1280 m) – Karl-Preis-Platz – (868 m) – Innsbrucker Ring – (982 m) – Michaelibad – (1708 m) – Quiddestraße – (778 m) – Neuperlach Zentrum |

## Philatelie
- Briefmarken-Jahrgang 2024 der Bundesrepublik Deutschland: Sonderausgabe im Rahmen der Serie U-Bahn-Stationen im Wert von 160 Eurocent. Die Briefmarke zeigt den Bahnsteig mit dem Lichtkonzept.[2]

## Belege
1. ↑  https://thehaggishorns.bandcamp.com/album/keep-on-movin
2. ↑  Westfriedhof München, Briefmarke zu 1,60 EUR, 10er-Bogen. Deutsche Post, abgerufen am 4. November 2024.